# مزدا آرایکس-۳

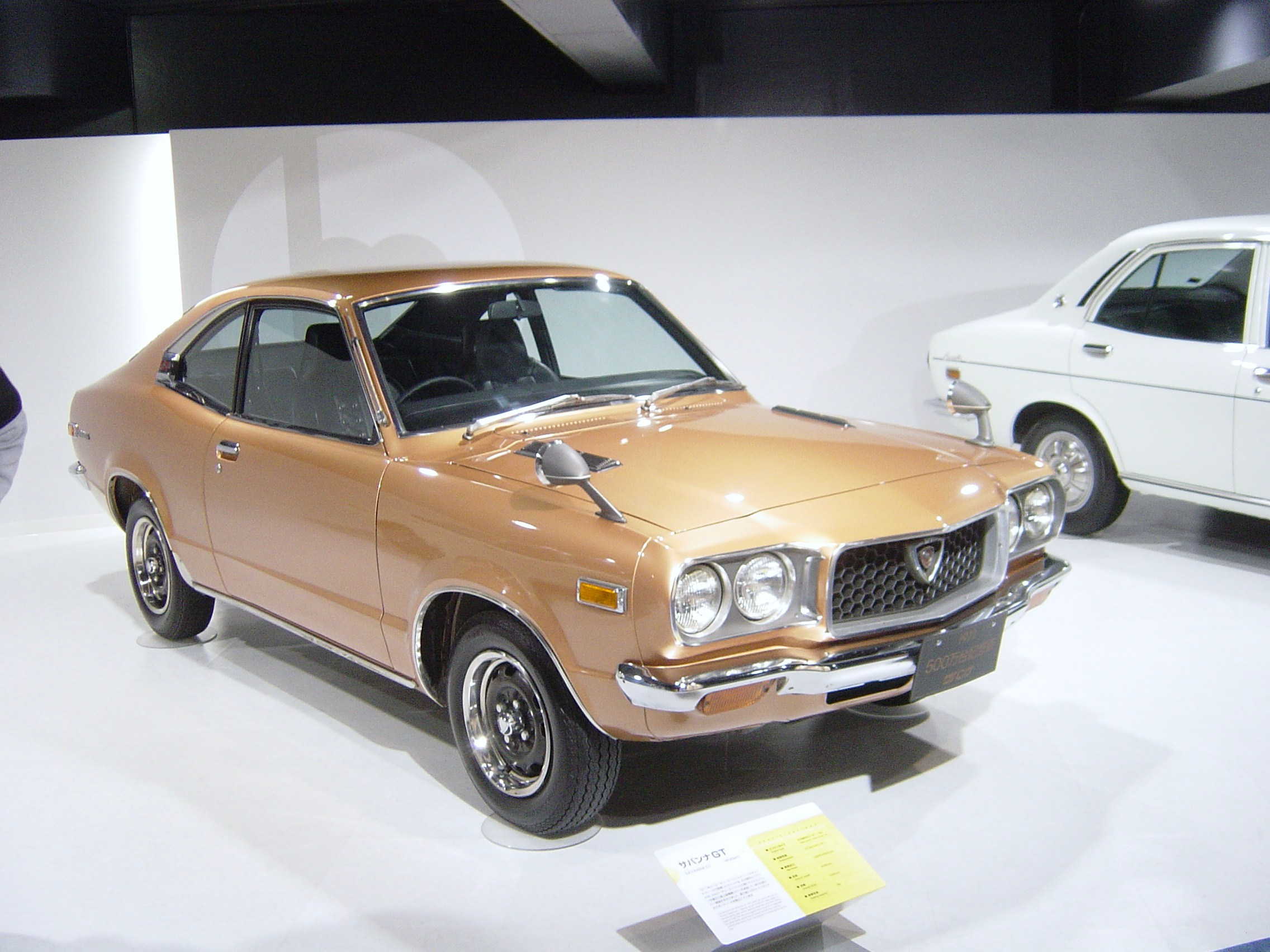

مزدا آرایکس-۳ (Mazda RX-۳) خودرویی است که در سال‌های ۱۹۷۱–۱۹۷۸ توسط شرکت مزدا تولید شده‌است.
این خودرو در کلاس خودرو اسپورت قرار گرفته، طراحی آن خودروهای موتور جلو-محور عقب بوده طول آن در حالت طبیعی ۴٬۰۶۴ میلیمتر (۱۶۰٫۰ اینچ)، عرض آن در حالت طبیعی ۱٬۶۰۰ میلیمتر (۶۳٫۰ اینچ) و وزن آن در حالت طبیعی ۸۸۴ کیلوگرم (۱٬۹۴۹ پوند) است. 